# Benjamin Baumann
Benjamin Baumann (* 21. Juli 1969 in Hanau) ist ein deutscher Regisseur und Autor. Er inszenierte zahlreiche Theaterstücke und Musicals, darunter die Nonnen-Show Nunsense des US-amerikanischen Autors Dan Goggin.

## Biografie
Baumann studierte Theater-, Film- und Medienwissenschaft, Germanistik und Kunstpädagogik an der Goethe-Universität in Frankfurt am Main und schrieb seine Magisterarbeit über Off-Broadway-Musicals.
Seit 1995 inszenierte er zahlreiche Theaterstücke und Musicals, darunter Non(n)sens von Dan Goggin (544 Aufführungen) und Andrew Lloyd Webbers Evita. Für die Brüder Grimm Märchenfestspiele in Hanau arbeitete er mehrere Jahre als Regisseur und Autor. Als Übersetzer und Liedtexter übertrug er zahlreiche Musicals ins Deutsche, u. a. den Broadway -Klassiker Bye Bye Birdie sowie diverse Fortsetzungen von Goggins Nonnen-Serie.
1994 erhielt er den Kulturpreis des Main-Kinzig-Kreises für sein künstlerisches Schaffen. Als Lehrkraft für Darstellendes Spiel und Kunst gibt er an einer gymnasialen Oberstufe in Bruchköbel seine Erfahrung an Jugendliche weiter. Zudem arbeitet er freischaffend als Coach und gibt Kurse in den Bereichen Phonetik, Rhetorik und Theater.

## Projekte (Auswahl)
- 2015: Im Weißen Rössl, Ralph Benatzky u. a., Musical-Projekt, Nidderau (Regie); The Addams Family, Musical Family Hanau (Coaching)
- 2014: Non(n)sens, Dan Goggin, Musical Company Austria, Salzburg (Regie, Bühne); Sex Today, Love Tomorrow, Israela Margalit (Übersetzung)
- 2013: Evita, Andrew Lloyd Webber, Landesbühne Rheinland-Pfalz (Regie, Bühne); Knef – Für mich soll's rote Rosen regnen, J.E. Lyons, Comoedienhaus Hanau (Regie, Ausstattung)
- 2012: Nunset Boulevard, Dan Goggin (Übersetzung)
- 2011: Schwester Robert Annes Musical-Kurs, Dan Goggin (Übersetzung); Summer Lovin’, Musical-Projekt nach Grease, Kurs Darstellendes Spiel, Bruchköbel (Regie, Buch)
- 2009: All Shook Up, Elvis-Musical, Joe DiPietro (Übersetzung Buch)
- 2008: Romance/Romance, Keith Herrmann, Deutschsprachige Erstaufführung, Hanau (Regie, Übersetzung)
- 2007: Paris, Troja-Musical, English/Mackay (Übersetzung)
- 2006: Aschenputtel, Schauspiel mit Musik von Thomas Gabriel, Märchenfestspiele Hanau (Regie, Text)
- 2005: Alle Nonnen wieder, Dan Goggin, Deutschsprachige Erstaufführung, Hanau (Regie, Übersetzung); Der Hase und der Igel, Schauspiel mit Musik von Thomas Gabriel, Hanau (Regie, Text)
- 2004: Bye Bye Birdie, Charles Strouse (Übersetzung); Evita, Wiederaufnahme, Amphitheater Hanau
- 2003: Frau Holle, Musical (s. u.), Wiederaufnahme, Märchenfestspiele Hanau
- 2002: Evita, Andrew Lloyd Webber, Amphitheater Hanau (Regie, Bühne, Produktion)
- 2001: Die Taffetas, Musical-Revue der 50er, Rick Lewis, Hanau (Regie, Bühne)
- 2000: Frau Holle, Musical, Musik von Thomas Gabriel, Märchenfestspiele Hanau (Regie, Libretto, Rolle: Baron); Snoopy!, Larry Grossman, Hanau (Regie, Rolle: Snoopy, Bühne)
- 1999: Jorinde und Joringel, Musical, Musik von Thomas Lorey und Ronald Schöppe, Märchenfestspiele Hanau (Regie, Liedtexte); Eine Nacht im Februar, Kinderstück, Staffan Göthe, Hanau (Regie)
- 1998: Schwester Amnesias Country & Western Non(n)sense, Dan Goggin, Europäische Erstaufführung, Hanau (Regie, Übersetzung)
- 1997: Der kleine Horrorladen, Alan Menken, Hanau (Regie, Rolle: Seymour); Hexenjagd, Arthur Miller, Seligenstadt (Regie)
- 1996: Eating Raoul, Paul Bartel, Hanau (Regie)
- 1995: Non(n)sens (Non(n)sense), Dan Goggin, Hanau und Tour (Regie, Bühne, Produktion)

## Diskographie (Auswahl)
- Non(n)sense, Hanau Cast (auf Deutsch), 1996
- Frau Holle, 2000
- Evita, Single (auf Deutsch), 2002
- Märchenhaft, 2006
- Romance/Romance, Single (auf Deutsch), 2008